# Konakovo
Konakovo (rusky Конако́во) je město v Tverské oblasti v Ruské federaci. Při sčítání lidu v roce 2010 mělo přes jednačtyřicet tisíc obyvatel.

## Poloha a doprava
Konakovo leží u ústí říčky Donchovky na jihovýchodním břehu Volžské přehradní nádrže na Volze. Od Tveru, správního střediska oblasti, je vzdáleno přibližně osmdesát kilometrů jihovýchodně, od Moskvy, hlavního města federace, přibližně sto dvacet kilometrů severozápadně.
Do města zajíždí vlaky po trati, která se od páteřní železniční trati Petrohrad – Moskva odpojuje v Rešetnikovu. Na Volžské přehradě probíhá lodní doprava.

## Dějiny
V roce 1806 se jednalo o vesnici známou pod názvem Kuzněcovo (Кузнецово).
Její význam výrazně stoupl koncem dvacátých let devatenáctého století, kdy zde byla vybudována továrna na porcelán a fajáns. Té se dařilo a postupně dodávala výrobky i do dalších oblastí Ruska.
V roce 1930 došlo k přejmenování vesnice k poctě revolucionáře Porfirije Petroviče Konakova. V roce 1937 bylo Konakovo povýšeno na město.

### Rodáci
- Pjotr Nikolajevič Pospelov (1898–1979), sovětský politik

## Hospodářství
Severně od města se nachází Konakovská tepelná elektrárna.